# Északnyugati csoport (NBA)
Az Északnyugati csoport az NBA-ben a Nyugati főcsoportban az egyik csoport. A 2004–05-ös szezon kezdetén alapították meg. A Nuggets, a Timberwolves és a Jazz a már megszűnt Középnyugati csoportból, a Blazers és a Sonics pedig a régi Csendes-óceáni csoportból érkezett.
A 2007-es NBA-drafton a Portland Trail Blazers, illetve a Seattle SuperSonics kapta az első két választási lehetőséget. A Portland Greg Odent, a Seattle Kevin Durantot választotta, ahogy várható volt. A draft tehát megújította a két csapat rivalizálását a csoportban. A szezon után a Seattle SuperSonics Oklahoma Citybe költözött át és nevét Thunderre változtatta.
A címvédő csoportgyőztes a Oklahoma City Thunder (2025).

## Csapatok
- Denver Nuggets
- Minnesota Timberwolves
- Oklahoma City Thunder (2008-ig Seattle SuperSonics)
- Portland Trail Blazers
- Utah Jazz

## Az Északnyugati csoport győztesei
- 2004–2005: Seattle SuperSonics
- 2005–2006: Denver Nuggets
- 2006–2007: Utah Jazz
- 2007–2008: Utah Jazz
- 2008–2009: Denver Nuggets
- 2009–2010: Denver Nuggets
- 2010–2011: Oklahoma City Thunder
- 2011–2012: Oklahoma City Thunder
- 2012–2013: Oklahoma City Thunder
- 2013–2014: Oklahoma City Thunder
- 2014–2015: Portland Trail Blazers
- 2015–2016: Oklahoma City Thunder
- 2016–2017: Utah Jazz
- 2017–2018: Portland Trail Blazers
- 2018–2019: Denver Nuggets
- 2019–2020: Denver Nuggets
- 2020–2021: Utah Jazz
- 2021–2022: Utah Jazz
- 2022–2023: Denver Nuggets
- 2023–2024: Oklahoma City Thunder
- 2024–2025: Oklahoma City Thunder

### Csapatonként
| Csapat                                    | Címek | Győztes szezonok                                                                       |
| ----------------------------------------- | ----- | -------------------------------------------------------------------------------------- |
| Seattle SuperSonics/Oklahoma City Thunder | 8     | 2004–2005, 2010–2011, 2011–2012, 2012–2013, 2013–2014, 2015–2016, 2023–2024, 2024–2025 |
| Denver Nuggets                            | 6     | 2005–2006, 2008–2009, 2009–2010, 2018–2019, 2019–2020, 2022–2023                       |
| Utah Jazz                                 | 5     | 2006–2007, 2007–2008, 2016–2017, 2020–2021, 2021–2022                                  |
| Portland Trail Blazers                    | 2     | 2014–2015, 2017–2018                                                                   |
| Minnesota Timberwolves                    | 0     | –                                                                                      |